# ويليام بيتي
ويليام بيتي (بالإنجليزية: William Petty)‏ يعرف أيضاً بلقب إيرل شيلبورن (بالإنجليزية: Earl of Shelbourne)‏ سياسي بريطاني (2 مايو 1737 - 7 مايو 1805). تولى رئاسة الوزارة في بريطانيا من 2 يوليو 1782 إلى 2 أبريل 1783.
ولد اللورد شيلبورن في دبلن وأمضى سنوات نشأته في إيرلندا. خدم في الجيش البريطاني بعد التحاقه بجامعة أوكسفورد، خلال حرب السبع سنوات. تم تعيين شيلبورن مرافقًا شخصيًا لجورج الثالث، كتقدير على قيادته في معركة كلوستر كامبين. انخرط في السياسة عندما أصبح عضوًا في البرلمان لعام 1760. بعد وفاة والده في عام 1761، ورث لقبه ودخل مجلس اللوردات.
تم تعيين شيلبورن وزيرًا للجنوب في عام 1766، وشغل هذا المنصب لمدة عامين.  تخلى عن منصبه خلال أزمة كورسيكا وانضم إلى المعارضة. انضم شيلبورن، بعد سقوط حكومة الشمال، إلى الحكومة التي حلت محلها تحت قيادة اللورد روكنغهام. تم تعيين شيلبورن رئيسًا للوزراء في عام 1782 بعد وفاة روكينغهام، وكانت الحرب الأمريكية ماتزال قائمة.
فقد سلطته ونفوذه بعد طرده من منصبه في سن الخامسة والأربعين في عام 1783. أعرب شيلبورن عن أسفه لأن حياته المهنية كانت فاشلة، رغم أنه شغل العديد من المناصب العليا خلال 17 عامًا، ورغم قدراته غير المشكوك فيها كمفكر. ألقى اللوم في ذلك على تعليمه الضعيف- رغم أنه كان بجودة تعليم معظم أقرانه- وقال إن المشكلة الحقيقية كانت «أن قدري في الحياة هو أن تكون علاقاتي ذكية ولكن غير شعبية». يشير المؤرخون مع ذلك، إلى شخصيته الكريهة التي نفرت منه الأصدقاء والأعداء على حد سواء. لم يثق به معاصروه لأنه كان ميالًا للمخادعة والازدواجية.

## نشأته
ولد ماركيز لانسداون المستقبلي باسم ويليام فيتزموريس في دبلن في إيرلندا، وهو الابن الأول لجون فيتزموريس، الذي كان الابن الثاني المتبقي لإيرل كيري الأول. تزوج لورد كيري من آن بيتي، ابنة السير ويليام بيتي، مساح أراضي جيولوجي في إيرلندا، الذي تم تعيين ابنه الأكبر بارون شيلبورن في عام 1688، وعند وفاة ابنه الأكبر تم تعيين ابنه الأصغر بارون شيلبورن في عام 1699 وإيرل شيلبورن في عام 1719. نُقلت عقارات عائلة بيتي عند وفاة الابن الصغير إلى جون فيتزموريس المذكور أعلاه، الذي غير فرع لقب عائلته إلى «بيتي» عوضًا عن «فيتزموريس»، وتم تعيينه فيكونت فيتزموريس في وقت لاحق من عام 1751، وإيرل شيلبورن في عام 1753 (استلم بعدها أخوه الأكبر لقب فيكونت فيتزموريس). توفي جده لورد كيري عندما كانت في الرابعة من عمره، لكن فيتزموريس نشأ مع ذكريات الآخرين القاتمة عن الرجل العجوز، التي تصفه «كطاغية» كانت عائلته وخدمه يعيشون في خوف دائم منه.
أمضى فيتزموريس طفولته «في المناطق النائية من جنوب إيرلندا»، وبحسب روايته الخاصة، فإنه عندما دخل الكنيسة المسيحية، في أكسفورد عام 1755، كان عليه «نسيان كل ما تعلمه وتعلم كل شي من جديد». تلقى إرشادات المساعدة في دراسته من معلم خاص وصفه بأنه «ضيق الأفق»، لكنه يعزو سبب تحسن عاداته ومعرفته للعالم بشكل رئيسي إلى حقيقة أن علاقاته كانت ذكية ولكنها لا تحظى بشعبية، وكان ذلك قدره في هذه الحياة».

## حياته العسكرية وانتخابه في البرلمان
بعد تركه للجامعة بفترة قصيرة، خدم في فوج المشاة العشرين تحت قيادة جيمس وولف خلال حرب السبع سنوات. أصبح صديقًا لأحد زملائه الضباط تشارلز غراي الذي دعمه في مسيرته المهنية. في عام 1757، شارك في الغارة البرمائية على روشفور التي انسحبت دون القيام بأي اعتداء خطير على المدينة. أُرسل في السنة التالية للخدمة في ألمانيا وكان بارزًا في معركتي مايندن وكولستر-كامبن. تم تعيينه، بسبب خدماته، معاونًا شخصيًا للملك الجديد جورج الثالث، برتبة عقيد. أدى ذلك إلى احتجاجات من عدة أعضاء في المجلس لأن ذلك كان يعني بأنه ترقى قبل العديد من الضباط الأعلى مقامًا منه بكثير. استقال دوق ريتشموند من منصبه لدى العائلة المالكة ردًا على ذلك. رغم أنه لم يكن فعالًا خلال مسيرته العسكرية، لكن ترقيته المبكرة إلى عقيد جعلته يترقى بالأقدمية إلى فريق في عام 1765، وإلى لواء في عام 1772 وقائد للجيش في عام 1783.
بتاريخ 2 يونيو عام 1760، وبينما كان لايزال في الخارج، أعيد فيتزموريس إلى مجلس العموم ليكون عضوًا في ويكوم (دائرة انتخابية). أُعيد انتخابه بدون معارضة في الانتخابات العامة عام 1761، وانتخب أيضًا في مجلس العموم الإيرلندي عن مقاطعة كيري. من ناحية ثانية، بتاريخ 14 مايو عام 1761، وقبل أن يجتمع أي من المجلسين، خلف والده بعد وفاته في منصب إيرل شيلبورن الثاني في طبقة نبلاء إيرلندا، وبارون ويكومب الثاني في طبقة نبلاء بريطانيا. نتيجة لذلك، خسر مقعده في مجلسي العموم كليهما في ويكومب وانتقل إلى مجلس اللوردات، رغم أنه لم يحصل على مقعد في مجلس اللوردات الإيرلندي حتى عام 1764. خلفه في ويكومب أحد داعميه وهو العقيد إسحاق باري الذي كان لديه تاريخ حربي مميز بعد خدمته مع جيمس وولف في كندا.

## على الصعيد الاقتصادي
أظهر شيلبورن الذي كان من الأب الروحي لاقتصاديات مبدأ عدم التدخل، ويليام بيتي، اهتمامًا كبيرًا بالإصلاح الاقتصادي، وكان بمثابة داعٍ إلى التجارة الحرة. تشاور مع العديد من الخبراء وعلماء الاقتصاد الإنجليز، والأسكتلنديين، والفرنسيين والأمريكيين. كان على علاقة جيدة ببنجامين فرانكلين وديفيد هيوم. التقى مع كبار الاقتصاديين والمفكرين الفرنسيين في باريس. بحلول سبعينيات القرن الثامن عشر، أصبح شيلبورن أبرز رجل دولة بريطاني يدافع عن التجارة الحرة. قال شيلبورن إن تحوله من مذهب التجارية إلى التجارة الحرة كان في نهاية المطاف نتيجة نقاشات طويلة مع آدم سميث في عام 1761. شرح ذلك لدوغالد ستيوارت في عام 1795 قائلًا:
أنا مدين لرحلة قمت بها مع السيد سميث من إدنبره إلى لندن، فقد وضحت لي الفرق بين النور والظلام خلال أفضل جزء في حياتي. جعلتني حداثة مبادئه، التي أضافها إلى مرحلة شبابي وتحيزاتي، غير قادر على فهمها في ذلك الوقت، لكنه جادل فيها بكثير من اللطف، فضلًا عن البلاغة، لدرجة أنها ترسخت لدي، وهو أمر على الرغم من أنه لم يتطور ليصبح قناعة كاملة حتى مرور عدة سنوات، أستطيع القول بحق إنه شكل منذ ذلك الحين أكبر سعادة في حياتي، إلى جانب أي احترام صغير قد حظيت به.
يشكك ريتشسون فيما إذا كانت رحلته مع سميث قد حدثت بالفعل، لكنه لا يقدم أي دليل على عكس ذلك. هناك دليل أن شيلبورن استشار سميث بالفعل في أكثر من مناسبة، وكان سميث مقربًا من والد شيلبورن وأخيه.

## روابط خارجية
- ويليام بيتي على موقع الموسوعة البريطانية (الإنجليزية)